# Pierre Franckh
Pierre Franckh, né le 1er mai 1953 à Heilbronn, est un acteur, acteur de doublage , réalisateur, homme d’affaires devenu auteur de livres, coach et organisateur de séminaires sur l’ésotérisme.

## Biographie

### Jeunesse
Dès l'âge de six ans, Pierre Franckh était sur scène. À onze ans, il fait ses débuts au cinéma dans le long métrage Lausbubengeschichten d'Helmut Käutner. Depuis, il est apparu dans de nombreux longs métrages et sur des scènes de théâtre telles que le Residenztheater de Munich, le Renaissance-Theater de Berlin, mais aussi à Stuttgart et Francfort.

### Carrière
Il joue dans 350 productions télévisées. Dans des séries comme Inspecteur Derrick  ou Le Renard, il incarne de nombreux personnages parfois comiques.
De 1976 à 1978, il anime Hit-Kwiss, le premier quiz de musique pop pour les jeunes, une nouveauté à l’époque dans l'histoire de la télévision allemande ,.
En 1995, il joue dans le film L'Homme de la mort de Romuald Karmakar aux côtés de Götz George et Jürgen Hentsch. En avril 1998, avec sa femme Michaela Merten, il fonde la Talking Stick Film Productions. En 2002, le film Amen. de Costa-Gavras, dans lequel Pierre Franckh jouait le rôle du pasteur Wehr, participe à La Berlinale (Festival du film de Berlin).
En septembre 2004, aux éditions allemandes Koha, paraît son livre Glücksregeln für die Liebe (Littéralement : Bonne chance pour l’amour)  qui figurera sur la liste des best-sellers du magazine Stern. Avec un tirage de plus de deux millions d’exemplaires, Pierre Franckh est l'un des auteurs allemands les plus performants dans le domaine de la littérature ésotérique. Ses livres sont parus dans 21 pays. Pierre Franckh donne des conférences et des séminaires partout dans le monde. En tant que coach, il est formateur pour les kinésiologues et les praticiens alternatifs tels les naturopathes. Depuis ce succès, il se consacre exclusivement à ses livres et conférences.
Sous la marque déposée Erfolgreich Wünschen (souhaits réussis), il organise des séminaires et ateliers dans toute l'Allemagne sur des sujets tels que la psychologie (pensée) positive et l'entraînement mental visant à promouvoir, améliorer les compétences sociales et la compétence émotionnelle. En outre, il forme de nouveaux coachs. Pour son dernier film Das Gesetz der Resonanz (Loi de la résonance), il a interviewé des scientifiques du monde entier .
L’éditeur Contre-dires publiera, en 2012, ses ouvrages La loi de la résonance, 7 lois pour que vos désirs deviennent réalité et en 2015 Les cartes de la loi de la résonance.
Dans une interview donnée au magazine allemand Bunte, l’experte en sectes de Hambourg Ursula Caberta eut, en octobre 2010, la critique vive au sujet des séminaires et livres du couple Franckh/Merten, elle les qualifie de «douteux et irresponsables. Ils exploitent l'impuissance du peuple seulement. » Le couple Merten/Franckh a eu droit de réponse dans le même numéro du magazine ,

### Vie privée
Pierre Franckh est marié depuis 1992 avec l’actrice allemande Michaela Merten et vit à Munich. Leur fille est née en 1993.

## Filmographie

### Télévision
- 1970-1973 : Der Kommissar : Achim Kluge / Andreas / Arno Kerrut / Roland Beyfuss
- 1974 : Unser Walter : Gerd
- 1975-1998 : Inspecteur Derrick : Erich Hoffmann / Pecko / Ralf Gebhardt / Konrad Vollmer / Rudolf Hauser / Benno / Bertold Linder / Georg Göbel / Willy Laufen / Kromann / Lothar Pfeifer / Brand / Jakob Droste / Le photographe
- 1976-1986 : Polizeiinspektion 1 (de) : Le reporter Peter Eismann / Le voleur / Manuel Kremer / Franz Brandl / Erich / Beni Brückl / Roderich Heuberger
- 1977-1978 : Eichholz und Söhne : Dieter Funke
- 1977-1995 : Tatort : L’installateur / Rolf Wiederberg / Le policier Michael Lück / Le cambrioleur de banque /  Tölz / Bernhard Winkelmann / Le commissaire Schwarze
- 1979-2000 : Le Renard : Anselm Kausch / Kurt Runge / Peter Salten / Peter Lottke / Frederick Stern / Olaf Lübbe
- 1980 : Merlin : Lancelot
- 1986 : La Clinique de la Forêt-Noire : Hajo Metzger
- 1989 : Rivalen der Rennbahn : Bruno Adler
- 1996 : Der Mann ohne Schatten (de) : Roland Meyer
- 1998 : Medicopter : Jan Edgar
- 2001 : En quête de preuves : Klaus Wuttke
- 2003 : Soko brigade des stups : Rolf Wagner

### Cinéma
- 1995 : L'Homme de la mort de Romuald Karmakar : le greffier
- 2002 : Amen. de Costa-Gavras : le pasteur Wehr

## Doublage

### Films
- 1980 : Le Lagon Bleu : Richard (Christopher Atkins)
- 1990 : Navy Seals : Les Meilleurs : Lt. James Curran (Michael Biehn)
- 1992 : Maman, j'ai encore raté l'avion : Hector, concierge d'hôtel (Tim Curry)
- 1993 : Sister Act, acte 2 : Le Père Ignatius (Michael Jeter)
- 2005 : H2G2 : Le Guide du voyageur galactique : Le cachalot dérivant dans l'espace (Bill Bailey)

### Séries
- 1983 : Falcon Crest : Bill Reed (Michael Bowen)
- 1987 : Les Routes du paradis : Jack Harm (Michael Bowen)
- 1993–1994 : Les Animaux du Bois de Quat'sous : Le belette
- 1995 : Cheers : Harry « The Hat » Gittes (Harry Anderson)